# Eugène Martin
Pour les articles homonymes, voir Martin.
Pas d'image ? Cliquez ici
Eugène Martin (né le 24 mars 1915 à Suresnes - décédé le 12 octobre 2006 à Aytré) était un pilote automobile français.

## Biographie
Ingénieur de formation, Eugène Martin fait ses débuts en sport automobile au lendemain de la guerre, en 1946, sur une BMW 328 de tourisme. À son volant, il remporte plusieurs épreuves nationales telles que la "Coupe Robert Mazaud" en 1946 au Bois de Boulogne, le Circuit des Remparts en 1947 à Angoulème, ou encore la Coupe de Lyon et celle de l'AGACI à Montlhéry, toujours en 1947. Il remporta aussi la première épreuve du Circuit du lac d'Aix les Bains en 1949 sur une Jicey-BMW, développée par l'ingénieur Jean Caillas.
Au total, il aura participé à 39 épreuves automobiles de classe internationale, dont 2 épreuves de Formule 1: Le Grand Prix d'Angleterre et le Grand Prix de Suisse, en 1950, toutes deux sur Talbot Lago. 
Sur les 39 épreuves courues il montera 12 fois sur le podium et presque toujours avec une BMW ou une Jicey BMW. 
Durant le Grand Prix de Suisse à Bremgarten (Bern), c’est la galère: seules trois roues freinent, quelquefois c’est l’avant-droit qui n’agit plus sinon c’est l’avant-gauche. Un peu plus tard une fuite dans le compartiment moteur lui projette de l’huile bouillante sur le visage. Alors qu’il tente de se protéger avec les mains, il ne voit pas une courbe, freine trop tard… et mal sur trois roues, ne parvient pas à corriger sa trajectoire, la voiture part en tonneau. Il est éjecté de la voiture mais sa jambe est restée dans l’habitacle, fémur brisé, écrasé sous le volant. Sa saison de course est terminée… La guérison et la réducation sont très longues. Il ne reprendra le volant qu’à la saison 1952.
Il en profite pour travailler sur des projets automobiles : 203 Spéciale Martin équipée de la pipe d'admission Martin,,, Talbot (abandonné), ou encore pour concevoir les prototypes Salmson 2300 S et est nommé directeur du laboratoire d'essais des automobiles Salmson.
Il ne prendra plus le volant que pour des épreuves de Formule 2. Il participera à trois occasions aux 24 heures du Mans. Il met fin à sa carrière en Formule 2 après un nouvel accident sur le circuit de Pau, après quoi il participe encore aux 24 Heures du Mans 1954 sur une Simca-Gordini T15 puis à l'édition 1958 sur une Maserati 200.

## Résultats en championnat du monde de Formule 1
| Saison | Écurie                        | Châssis             | Moteur            | Pneus  | GP disputés | Points inscrits | Classement |
| ------ | ----------------------------- | ------------------- | ----------------- | ------ | ----------- | --------------- | ---------- |
| 1950   | Automobiles Talbot-Darracq SA | Talbot-Lago T26C-DA | Talbot 6 en ligne | Dunlop | 2           | 0               | n.c.       |

## Palmarès hors championnat du monde
| Catégorie | Date       | Épreuve                                            | Écurie | Auto              | Position |
| --------- | ---------- | -------------------------------------------------- | ------ | ----------------- | -------- |
| Réglt A-G | 01/03/1936 | 4e Grand Prix de Pau                               | Privée | Alfa Romeo Tipo B | 2        |
| Réglt A-G | 12/05/1946 | 1re Coupe de l´Entraide Française Bois de Boulogne | Privée | BMW 328           | 2        |
| Formule 2 | 13/05/1946 | 5e Grand Prix de Marseille                         | Privée | BMW 328           | 2        |
| Formule 2 | 28/07/1946 | 1re Coupe de Nantes                                | Privée | BMW 328           | 2        |
| Formule 2 | 06/10/1946 | 1re Coupe Robert Mazaud Bois de Boulogne           | Privée | BMW 328           | 1        |
| Formule 2 | 15/06/1947 | 2d Circuit des Remparts Angoulème                  | Privée | BMW 328           | 1        |
| Formule 2 | 27/07/1947 | 7e Coupe de Paris Bois de Boulogne                 | Privée | BMW 328           | 2        |
| Formule 2 | 21/09/1947 | 1re Coupe de Lyon                                  | Privée | BMW 328           | 1        |
| Formule 2 | 26/10/1947 | 1re Coupe de l´A.G.A.C.I. Monthléry                | Privée | BMW 328           | 1        |
| Réglt A-G | 26/10/1947 | 1re Coupe du Congrès Technique Monthléry           | Privée | BMW 328 Spl       | 1        |
| Formule 2 | 12/06/1949 | 4e Circuit des Remparts Angoulème                  | Privée | Jicey 2 - BMW     | 3        |
| Formule 2 | 21/06/1949 | 1er Circuit du lac d'Aix les Bains                 | Privée | Jicey 2 - BMW     | 1        |